# Sussurrar
Sussurrar é uma forma de fonação na qual as cordas vocais não vibram normalmente, sendo apenas suficientemente aduzidas para criar uma turbulência audível à medida que o orador exala (ou inala).
É normalmente utilizado para que as demais pessoas não ouçam o que está sendo falado.[carece de fontes?]